# Przetwarzanie mowy
Przetwarzanie mowy – dziedzina przetwarzania sygnałów, która dotyczy użytecznych operacji na nagraniach mowy lub analizy tych nagrań odbywającej się w czasie ciągłym lub na ich dyskretnych próbkach. Takimi operacjami mogą być rozpoznawanie mowy, kompresja danych, transmisja danych, pozbywanie się szumów i sygnałów zakłócających, wygładzanie, identyfikacja mówcy, weryfikacja mówcy, synteza mowy, rozpoznawanie emocji w mowie i wiele innych tego typu operacji.